# Transformation (geodesi)
Transformation är inom geodesin en omräkning av koordinater från ett referens- och koordinatsystem till ett annat referens- och koordinatsystem genom ett känt transformationssamband.

## Transformationssamband
Ett transformationssamband är de parametrar som definierar transformationen mellan ett koordinat- och referenssystem och ett annat koordinat- och referenssystem. Ibland ingår även en restfelsmodell som innehåller de återstående felen mellan de båda punkterna i till- och frånsystemen.

### Definierade transformationssamband
Definierade eller analytiska transformationssamband är matematisk fastställda samband. De används till exempel då man transformerar mellan SWEREF 99 TM och lokala system, som använder samma referenssystem, men ett annat koordinatsystem.
Transformationer med definierade transformationssamband kallas ibland även överräkning eller koordinatomvandling.

### Empiriska transformationssamband
Empiriska transformationssamband bygger på anpassning av ett koordinat- och referenssystem till ett annat. Ofta är anpassningen gjord genom utjämning med minstakvadratmetoden av så kallade passpunkter, som har kända koordinater i båda systemen.

### Restfelsmodeller
Restfelsmodeller innehåller de resterande felen mellan passpunkterna i till- och frånsystemen efter att empiriskt transformationssamband tagits fram. Man kan öka noggrannheten i förhållande till resten av stomnätet i mätningarna genom att interpolera restfelen från de närmaste passpunkterna och på så sätt korrigera koordinaterna. I och med en ökad användning av GPS och nätverks-RTK har användningen av restfelsmodeller blivit allt vanligare.

## Transformationer

### Grundläggande transformationer
De flesta typer av transformationer innehåller några av tre grundläggande transformationer.
- Translation innebär att man utan att rotera eller skalförändra flyttar ett koordinatsystem i förhållande till ett annat längs en eller flera av dess axlar.[5]
- Rotation innebär att man vrider ett koordinatsystem i förhållande till ett annat i runt en eller flera av dess axlar.
- Skalning innebär at man förändrar storleken på ett koordinatsystem i förhållande till ett annat längs en eller flera av dess axlar.  Likformiga transformationer har samma skalförändring längs alla axlar.  Vid en del transformationer är det inte enbart olika skalning längs olika axlar, axlarna kan även vara ej rätvinkliga.[6]

### Transformationer
| Transformation | Translation | Rotation | Skalning | Likformig |
| -------------- | ----------- | -------- | -------- | --------- |
| Unitär         | x           | x        |          | x         |
| Helmert        | x           | x        | x        | x         |
| Affin          | x           | x        | x        |           |

| Transformation | Translation | Rotation | Skalning | Likformig |
| -------------- | ----------- | -------- | -------- | --------- |
| Helmert        | x           | x        | x        | x         |

## Fotnoter
1. ↑  Geodetisk och fotogrammetrisk mätnings- och beräkningsteknik, sid. 57
2. 1 2  ”Transformationsmetoder”. Lantmäteriet. http://www.lantmateriet.se/sv/Kartor-och-geografisk-information/GPS-och-geodetisk-matning/Om-geodesi/Transformationer/Transformationsmetoder/. Läst 16 juli 2017.
3. ↑  Geodetisk och fotogrammetrisk mätnings- och beräkningsteknik, sid. 58
4. ↑  ”Infoblad 6: Korrektion med restfelsinterpolering” (pdf). Lantmäteriet. 9 maj 2003. http://www.lantmateriet.se/globalassets/kartor-och-geografisk-information/gps-och-matning/referenssystem/inforande_av_nya_referenssystem/info_blad-6.pdf. Läst 16 juli 2017.
5. ↑  ”Translation”. Lantmäteriet. http://www.lantmateriet.se/sv/Kartor-och-geografisk-information/GPS-och-geodetisk-matning/Om-geodesi/Transformationer/Transformationsmetoder/Translation/. Läst 16 juli 2017.
6. 1 2  ”Affin transformation”. Lantmäteriet. http://www.lantmateriet.se/sv/Kartor-och-geografisk-information/GPS-och-geodetisk-matning/Om-geodesi/Transformationer/Transformationsmetoder/Affin/. Läst 16 juli 2017.
7. ↑  ”Unitär transformation”. Lantmäteriet. http://www.lantmateriet.se/sv/Kartor-och-geografisk-information/GPS-och-geodetisk-matning/Om-geodesi/Transformationer/Transformationsmetoder/Unitar/. Läst 16 juli 2017.
8. ↑  ”Helmerttransformation, 2-D”. Lantmäteriet. http://www.lantmateriet.se/sv/Kartor-och-geografisk-information/GPS-och-geodetisk-matning/Om-geodesi/Transformationer/Transformationsmetoder/Helmert-2-D/. Läst 16 juli 2017.
9. ↑  ”Helmerttransformation, 3-D”. Lantmäteriet. http://www.lantmateriet.se/sv/Kartor-och-geografisk-information/GPS-och-geodetisk-matning/Om-geodesi/Transformationer/Transformationsmetoder/Helmert-3-D/. Läst 16 juli 2017.